# Human After All
Human After All è il terzo album in studio del gruppo musicale francese Daft Punk, pubblicato il 14 marzo 2005 dalla Virgin Records.
Registrato nell'arco di sei settimane, il disco include i singoli Human After All, The Prime Time of Your Life, Robot Rock e Technologic.
Dell'album è stata pubblicata un'omonima versione remix in edizione limitata e destinata al solo mercato giapponese.

## Descrizione
A differenza dei due album precedenti dei Daft Punk, Human After All si distingue per l'estrema ripetitività dei brani, i loro arrangiamenti sobri e minimali, nonché per la loro struttura molto più semplice. Per realizzare questo titolo, il duo parigino si è ispirato, ancor più che in passato, alla musica "robotica" dei Kraftwerk (come sottolineano i vocoder presenti in tutte le tracce) e al rock, tanto da spingere alcuni a definirlo l'album più rock della formazione.
Dopo la house dell'iniziale "title track", fa seguito The Prime Time of Your Life, basata quasi interamente su voci distorte elettronicamente. La successiva Robot Rock ripete un campionamento tratto da Release the Beast dei Breakwater, mentre Steam Machine sembra ispirarsi alla musica industriale. A Make Love, che riprende la vena melodica dell'album Discovery, succedono la "parodia eurorave" di The Brainwasher, l'intermezzo On/Off e Television Rules the Nation, incentrata su un ritmo di basso. Il disco si conclude con Technologic, che nel suo modo "nonsense" di elencare parole ricorda Harder, Better, Faster, Stronger della stessa formazione, ed Emotion, accompagnata da un ritmo solenne.

## Accoglienza
Human After All ha ricevuto giudizi molto controversi da parte dei fan del gruppo e dalla critica specializzata. Quest'ultima, in modo particolare, sembra non aver apprezzato l'album: il sito Pitchfork lo definisce «noioso», «approssimativo» e dichiara che «vi è molto poco che possa meravigliare o far gioire l'ascoltatore», mentre The Guardian sostiene che «ricicla chitarre trattate e vocoder fino all'inanità». Sebbene alcuni considerino la ripetitività dei brani il segno di una carenza di idee, altri ne vedono una forma di ribellione che ne fa un disco volutamente punk. Secondo quanto riportato nel sito Metacritic, molti lo considerano un disco meno riuscito dei precedenti.

## Vendite
Secondo quanto riportato in un volume di Billboard uscito nel 2007, l'album avrebbe venduto molto meno rispetto ai precedenti ed è stato definito un disastro commerciale. La stessa rivista riporta che, mentre Homework e Discovery hanno venduto all'incirca 600 000 copie ciascuno, Human After All appena 75.000.

## Tracce
Testi e musiche di Thomas Bangalter e Guy-Manuel de Homem-Christo, eccetto dove indicato.
1. Human After All – 5:20
2. The Prime Time of Your Life – 4:23
3. Robot Rock – 4:26 (Thomas Bangalter, Guy-Manuel de Homem-Christo, Kae Williams)
4. Steam Machine – 5:21
5. Make Love – 4:49
6. The Brainwasher – 4:08
7. On/Off – 0:19
8. Television Rules the Nation – 4:46
9. Technologic – 4:43
10. Emotion – 6:57

## Formazione
Hanno partecipato alle registrazioni, secondo le note di copertina:
- Daft Punk – produzione, chitarra
  - Thomas Bangalter
  - Guy-Manuel de Homem-Christo
- Nilesh Patel – mastering
- Cédric Hervet – coordinazione alla produzione
- Gildas Loaëc – coordinazione alla produzione

## Classifiche
| Classifica (2005-2021) | Posizione massima |
| ---------------------- | ----------------- |
| Australia              | 36                |
| Austria                | 23                |
| Belgio (Fiandre)       | 8                 |
| Belgio (Vallonia)      | 11                |
| Croazia                | 12                |
| Francia                | 3                 |
| Germania               | 38                |
| Italia                 | 19                |
| Norvegia               | 36                |
| Paesi Bassi            | 40                |
| Spagna                 | 87                |
| Svezia                 | 30                |
| Svizzera               | 8                 |